# 第192回国会
第192回国会（だい192かいこっかい）とは、2016年（平成28年）9月26日に召集された臨時国会である。会期は同年11月30日までの66日間の予定であったが14日間延長され、同年12月14日までの80日間の予定となったが3日間再び延長され、同年12月17日までの83日間であった。

## 概要
2016年（平成28年）8月3日に発足した第3次安倍第2次改造内閣が迎える初めての国会となる。
政府・与党は、今国会を「アベノミクス加速国会」と位置付け、経済対策を実行するための平成28年度第2次補正予算を提出し、同年10月11日に成立した。また、環太平洋パートナーシップ協定の承認を求める議案と関連法案が焦点となり、同年12月9日に環太平洋パートナーシップ協定は承認され、関連法は成立した。
同年11月8日には、2020年（令和2年）以降における温室効果ガス排出量の削減に努めることなどの新たな地球温暖化対策の国際的枠組について定めるパリ協定が承認された。
政府・与党は、環太平洋パートナーシップ協定の承認を求める議案と関連法案および年金制度改革法案の成立を図るため、会期延長を行うこととした。同年11月29日の衆議院本会議で、会期は同年12月1日から14日間延長され、同年12月14日までの80日間となった。
延長国会では、特定複合観光施設区域の整備の推進に関する法律案（統合型リゾート整備推進法案・カジノ解禁法案）が焦点となり、与党の自由民主党は、同法案の成立に万全を期すため、再び会期延長を行うこととした。同年12月14日の衆議院本会議で、会期は同年12月15日から3日間延長され、同年12月17日までの83日間となった。
同年12月14日には年金制度改革法が成立し、翌12月15日には特定複合観光施設区域の整備の推進に関する法律（統合型リゾート整備推進法・カジノ解禁法）が成立した。

## 各党・会派の議席数
| 計475、2016年（平成28年）10月26日時点 - 自由民主党・無所属の会 - 294 - 民進党・無所属クラブ - 96 - 公明党 - 35 - 日本共産党 - 21 - 日本維新の会 - 15 - 自由党 - 2 - 社会民主党・市民連合 - 2 - 無所属 - 10 | 計242、2016年（平成28年）12月9日時点 - 自由民主党 - 124 - 民進党・新緑風会 - 50 - 公明党 - 25 - 日本共産党 - 14 - 日本維新の会 - 12 - 希望の会（自由・社民） - 6 - 無所属クラブ - 4 - 日本のこころ - 2 - 沖縄の風 - 2 - 各派に属しない議員 - 3 |

## 今国会の動き

### 召集前
- 8月3日 - 第191回国会が閉会。
- 8月24日 - 前日に「おおさか維新の会」から改名した日本維新の会が、衆議院と参議院の両院の事務局に会派名の変更を届け出た[11]。
- 9月14日 - 衆議院の外務委員会と参議院の外交防衛委員会で閉会中審査が行われ、9日に行われた北朝鮮による5度目の核実験に対する抗議決議がそれぞれ可決された[12][13]。
- 9月16日 - 「平成二十八年九月二十六日に、国会の臨時会を東京に召集する詔書」が公布[14]。
- 9月21日 - 日本のこころを大切にする党が、参議院の会派名を「日本のこころ」に短縮すると届け出た[15]。

### 会期中

#### 9月
- 9月26日 - 召集。
  - 開会式[16][17][18]。天皇陛下がお言葉を述べられた[19][18]。
  - 安倍晋三内閣総理大臣が所信表明演説を行った[20][21]。この際、自由民主党の議員がスタンディングオベーションを行い問題となった。

  - 麻生太郎財務大臣が財政演説を行った[22][21]。
  - 衆議院と参議院の本会議で、9日に行われた北朝鮮による5度目の核実験に対する抗議決議がそれぞれ可決された[23][24][25]。
  - 自由民主党は、無所属の松本剛明衆議院議員と鈴木貴子衆議院議員が会派に参加したことを受け、衆議院の事務局に会派名を「自由民主党・無所属の会」に変更すると届け出た[26]。

#### 10月
- 10月4日 - 衆議院本会議で、平成28年度第2次補正予算が与党の自由民主党・公明党と日本維新の会の賛成多数で可決された[27]。
- 10月11日
  - 参議院本会議で、平成28年度第2次補正予算が与党の自由民主党・公明党と日本維新の会などの賛成多数で可決され、成立した[28]。低所得者に対する給付金の支給やクルーズ船が寄港できる港湾の整備などが盛り込まれ、一般会計の総額で3兆2869億円規模となった[1]。
  - 東日本大震災の復興のため震災復興特別交付税に165億円を増額すること・平成28年（2016年）熊本地震による災害に係る復興基金の創設支援のため地方交付税に510億円を加算することについて定める改正地方交付税法・特別会計法が成立[29][30]。
- 10月12日 - 生活の党と山本太郎となかまたちが、党名を「自由党」に変更したことに伴い、社会民主党と結成していた参議院の会派名を「希望の会（自由・社民）」に変更した[31]。
- 10月21日 - 参議院に環太平洋パートナーシップ協定の承認を求める議案と関連法案を審査するための環太平洋パートナーシップ協定等に関する特別委員会が設置[32]。
- 10月25日
  - 衆議院本会議で、自由民主党の若狭勝衆議院議員が東京都第10区の補欠選挙に立候補したため失職したことに伴って、繰上当選した自由民主党の田畑毅衆議院議員が議院に紹介された[33]。
  - 無所属の浅尾慶一郎衆議院議員が会派「自由民主党・無所属の会」に参加[34]。
- 10月28日 - 衆議院本会議で、23日に行われた福岡県第6区の補欠選挙で当選した自由民主党の鳩山二郎衆議院議員が議院に紹介された[35]。

#### 11月
- 11月4日 - 衆議院のTPP特別委員会で、環太平洋パートナーシップ協定の承認を求める議案と関連法案が与党の自由民主党・公明党と日本維新の会の賛成多数で承認・可決すべきものと議決された。山本有二農林水産大臣が、10月18日に「強行採決」について言及し後に謝罪・撤回したり1日にこの発言を「冗談」と述べたりしたことに民進党・共産党が反発し、抗議する中で採決が行われた[36]。
- 11月8日 - 21世紀後半に温室効果ガス排出量を実質ゼロにするため、2020年（令和2年、当時は平成32年）以降における温室効果ガス排出量の削減に努めることなどの新たな地球温暖化対策の国際的枠組について定めるパリ協定が承認された[3]。パリ協定は4日に発効しており、日本は初めての締約国会議へはオブザーバーとして参加する見込みである[37]。
- 11月9日
  - 民間事業者による人工衛星の打上げと管理を内閣総理大臣の許可制に・許可を受けた事業者がロケットや人工衛星の落下に備えて損害賠償保険へ加入することを義務付け・保険で対応できない損害には政府が補償することを可能にすることなどについて定める人工衛星等の打上げ及び人工衛星の管理に関する法律（宇宙活動法）が成立した[38][39]。
  - 人工衛星から撮影された精細な画像データ（衛星リモートセンシング記録）の撮影を許可制に・テロリズムに利用されることを防止するため提供先を行政機関や認定を受けた事業者に限定することなどについて定める衛星リモートセンシング記録の適正な取扱いの確保に関する法律（衛星リモートセンシング法）が成立[38][39]。
- 11月10日
  - 衆議院本会議で、民進党・共産党・社会民主党・自由党の野党4党が山本有二農林水産大臣が失言を繰り返したことを理由として提出した、農林水産大臣山本有二君不信任決議案が賛成少数で否決された[40]。
  - 衆議院本会議で、環太平洋パートナーシップ協定の承認を求める議案と関連法案が与党の自由民主党・公明党と日本維新の会などの賛成多数で承認・可決された。野党のうち、共産党は反対し、民進党・社会民主党・自由党は退席した[40][41]。
- 11月11日
  - 原油価格の低迷のため海外で国営石油企業などの株式を売却する動きが広がっていることを受け、独立行政法人石油天然ガス・金属鉱物資源機構がこれらに出資することを可能とすることについて定める改正独立行政法人石油天然ガス・金属鉱物資源機構法（改正JOGMEC法）が成立[42][43]。
  - リニア中央新幹線の開業時期を前倒しするため、独立行政法人鉄道建設・運輸施設整備支援機構が東海旅客鉄道株式会社（ＪＲ東海）に財政投融資から計3兆円の資金を貸し付けることを可能とすることについて定める改正独立行政法人鉄道建設・運輸施設整備支援機構法が成立[44][45]。
- 11月16日
  - 国民年金を受給するための保険料納付期間を25年から10年に短縮する改正年金機能強化法が成立。2017年（平成29年）9月から支給され、老齢基礎年金では約40万人が、老齢基礎年金以外の年金などを含めると約64万人が新たに対象となる[46]。
  - 平成28年人事院勧告[注釈 3]に基づき国家公務員などの給与や勤勉手当（ボーナス）などの改定・扶養手当を配偶者について引き下げ子供について引き上げることなどについて定める改正一般職職員給与法など・改正特別職職員給与法・改正国会議員秘書給与法が成立[47][48]。
  - 平成28年人事院勧告[注釈 3]に基づき国家公務員などの育児休業の対象となる子の範囲を特別養子縁組の監護期間中の子などに拡大・介護休業の分割取得や介護のための時短勤務を可能とすることなどについて定める改正国家公務員育児休業法・改正国会職員育児休業法が成立[49][50]。
- 11月18日
  - 教育委員会などの任命権者が文部科学大臣が定めた指針を参酌しつつ公立学校の校長と教員の資質向上のための指標とそれを踏まえた教員研修計画を定めることなどについて定める改正教育公務員特例法などが成立[51]。
  - 技能実習制度について、受入団体や企業の許可制・パスポートの取上げの禁止などの技能実習生の保護などについて定めるほか、これらを監視する外国人技能実習機構について定める外国人の技能実習の適正な実施及び技能実習生の保護に関する法律（外国人技能実習適正化法）が成立[52][53]。
  - 介護福祉士の資格を有する外国人が日本で就労できるよう在留資格に介護を追加すること・罰則や在留資格の取消事由の拡充などについて定める改正出入国管理及び難民認定法が成立[52][53]。
  - 消費税率の10%への引上げを2017年（平成29年）4月1日から2019年（平成31年）10月1日へと2年半延期するとともに、軽減税率やインボイス（税額票）の導入・自動車取得税の廃止と燃費性能に応じた税金の導入・住宅ローン減税を延期することなどについて定める消費増税延期関連法が成立[54][55]。
- 11月25日
  - 一般職の職員の給与改定に伴い、防衛省職員の俸給月額・学生手当や生徒手当の額と勤勉手当（ボーナス）などの改定・一部の職員について扶養手当を支給しないこととすることなどについて定める改正防衛省職員給与等法が成立。
  - 一般職の職員の給与改定に伴い、裁判官の報酬月額・検察官の俸給月額をそれぞれ改定することなどについて定める改正裁判官報酬等法・改正検察官俸給等法が成立。
  - 裁判官の育児休業の対象となる子の範囲を特別養子縁組の監護期間中の子や養子縁組里親に委託中の子などに拡大することについて定める改正裁判官育児休業法が成立。
  - 地方銀行など地域の金融機関へ公的資金を注入する措置の申請期限・銀行が保有する株式などの買取措置・生命保険会社が破たんした場合に民間で負担しきれない分を政府が補助する措置をそれぞれ5年間延長することなどについて定める改正金融機能強化法などが成立[56][57]。
  - 地方公務員の育児休業の対象となる子の範囲を特別養子縁組の監護期間中の子や養子縁組里親に委託中の子などに拡大・介護休業の分割取得や介護のための時短勤務を可能とすることなどについて定める改正地方公務員育児休業等法・育児介護休業法が成立[58]。
  - 捕獲した鳥獣を食品として活用することを推進するため国や地方公共団体が情報提供・利用技術の普及などの支援を行うこと・鳥獣被害対策推進会議を設置すること・被害防止計画に基づき鳥獣の捕獲に従事している者の猟銃の技能講習の特例を5年延長することなどについて定める改正鳥獣被害防止特別措置法が成立[59]。
  - 衆議院の厚生労働委員会で、年金制度改革法案が与党の自由民主党・公明党と日本維新の会の賛成多数で修正すべきもの議決とされた。民進党や共産党などは反対し、民進党の議員が委員長に詰め寄るなど抗議する中で採決が行われた[60][61]。
- 11月28日
  - 最高裁判所裁判官国民審査の期日前投票の開始日を衆議院議員総選挙の期日前投票の開始日に合わせるため投票日の11日前からにすること・在外選挙で投票するための在外選挙人名簿への登録を国外に転出する前に市町村に申請することを可能とすることなどについて定める改正公職選挙法・国民審査法が成立[62][63]。
  - 洋上投票の対象に航海実習中の水産高等学校の生徒・水産大学校の学生・訓練生などを追加することを定める改正公職選挙法が成立[63]。
- 11月29日
  - 衆議院本会議で、民進党・共産党・社会民主党・自由党の野党4党が年金制度改革法案の審議が不十分などとして提出した、厚生労働委員長丹羽秀樹君解任決議案と厚生労働大臣塩崎恭久君不信任決議案がそれぞれ賛成少数で否決された[64][65]。
  - 衆議院本会議で、会期を12月1日から12月14日まで14日間延長することが与党の自由民主党・公明党と日本維新の会などの賛成多数で議決された。政府・与党は、この会期延長により環太平洋パートナーシップ協定の承認を求める議案と関連法案および年金制度改革法案の成立を図ることとしている[64][65]。
  - 衆議院本会議で、年金制度改革法案が与党の自由民主党・公明党と日本維新の会などの賛成多数で修正された。野党のうち、共産党は反対し、民進党・社会民主党・自由党は退席した[66][65]。

#### 12月
- 12月2日
  - 金融機関の口座に預けられてから10年以上出し入れがない休眠預金を活用するため、金融機関が休眠預金を預金保険機構に移管すること・預金保険機構が休眠預金を交付金として内閣総理大臣が指定した指定活用団体に交付すること・指定活用団体が民間公益活動を行う特定非営利活動法人や町内会などに融資や助成をすることなどについて定める民間公益活動を促進するための休眠預金等に係る資金の活用に関する法律（休眠預金活用法）が成立[67][68]。
  - クレジットカードの不正使用を防止するため、販売業者に決済端末をICカード対応にさせるなどのクレジットカード番号の適切な管理や不正使用の防止を義務付けること・利用時に交付する書面を電磁的方法により交付することを可能とすること・加盟する販売業者に対し調査を行い結果に基づいて必要な措置をとることを義務付けることなどについて定める改正割賦販売法が成立[69][70]。
  - 1月15日に発生した軽井沢スキーバス転落事故を踏まえ、貸切バス事業者の事業許可を5年ごとの更新制とすること・許可を取り消された事業者の欠格期間を延長すること・貸切バス事業者に巡回指導を行う民間指定機関の運営費を徴収する制度を導入すること・法人に対する罰金を100万円以下から1億円以下に引き上げるなど罰則を強化することなどについて定める改正道路運送法が成立[71][72]。
  - 衆議院の内閣委員会で、特定複合観光施設区域の整備の推進に関する法律案（統合型リゾート整備推進法案・カジノ解禁法案）が与党の自由民主党と日本維新の会などの賛成多数で可決すべきものと議決された。与党の公明党は自主投票とし、1人が賛成・2人が反対と賛否が分かれ、民進党は採決に抗議して棄権し共産党は反対した[73][74]。
- 12月6日
  - 5月21日に発生した小金井市女子大生ストーカー刺傷事件を踏まえ、SNSやブログでメッセージを送ったり書き込んだりする行為や被害者の自宅周辺をうろつく行為を規制対象に追加すること・警察の警告を経ずに公安委員会が禁止命令をすることを可能とすること・罰則を強化したり親告罪でないように（非親告罪化）したりすること・ストーカー行為をするおそれがある者に氏名、住所などの情報を提供することを禁止することなどについて定める改正ストーカー規制法が成立[75][76]。
  - 衆議院本会議で、特定複合観光施設区域の整備の推進に関する法律案（統合型リゾート整備推進法案・カジノ解禁法案）が与党の自由民主党と日本維新の会などの賛成多数で可決された。与党の公明党は自主投票とし、22人が賛成・11人が反対と賛否が分かれ、野党のうち共産党は反対し、民進党・社会民主党・自由党は退席した[77]。
- 12月7日
  - ビッグデータの活用を推進するため、国、地方公共団体や事業者が持つデータを容易に利用できるようにすること・行政手続のオンライン化や国と地方公共団体の情報システムの規格の統一などを図ること・官民データ活用推進基本計画などの策定や官民データ活用推進戦略会議の設置などについて定める官民データ活用推進基本法が成立[78]。
  - フリースクールで学ぶ不登校の児童や生徒などを支援するため、基本方針の策定・国や地方公共団体が不登校の児童生徒やその保護者に対する情報の提供や相談体制の整備などの支援を行うこと・教職員や心理、福祉の専門的知識を有する者などの関係者間の情報共有の促進・地方公共団体が義務教育を受けられなかった人などに夜間中学に通う機会を提供する措置を講ずることなどについて定める義務教育の段階における普通教育に相当する教育の機会の確保等に関する法律（教育機会確保法）が成立[79][80]。
  - 出所者や非行少年が再び犯罪や非行をすることを防止するため、政府に再犯防止推進計画の策定や実施した施策について毎年国会への報告を義務付けること・国が職業訓練の実施などの就労支援および就業機会や住宅の確保と非行少年への教育支援を行うこと・7月を再犯防止啓発月間とすることなどについて定める再犯の防止等の推進に関する法律が成立[81][82]。
  - 国家基本政策委員会合同審査会（党首討論）が開かれ、民進党の蓮舫代表・共産党の志位和夫委員長・日本維新の会の片山虎之助共同代表が、安倍晋三内閣総理大臣（自由民主党総裁）と討議を行った[83][84][85]。
- 12月9日
  - 事業主ががん患者の雇用継続に配慮するよう努めること・国と地方公共団体が、がん患者の雇用継続や就職のため事業主に対する啓発や知識の普及などを行うこと・小児がん患者などが教育と治療を両立できるよう環境を整備すること・難治性がんや希少がんに係る研究促進に配慮すること・がんに関する教育を推進することなどについて定める改正がん対策基本法が成立[86][87]。
  - 養子縁組あっせん事業者のうち悪質な事業者を排除するため、養子縁組あっせん事業をこれまでの届出制から都道府県知事の許可制とし都道府県が審査することとすること・民間あっせん機関に都道府県への報告を義務付けること・民間あっせん機関が厚生労働省令で定める手数料以外の金銭を授受することを禁止することなどについて定める民間あっせん機関による養子縁組のあっせんに係る児童の保護等に関する法律（養子縁組あっせん児童保護法）が成立[88][89]。
  - 建設工事の作業員などの安全と健康を確保するため、政府が基本計画を策定すること・厚生労働省や国土交通省などの関係行政機関からなる推進会議と専門家からなる専門家会議を置くこと・国と都道府県が、請負契約で労働者災害補償保険料などの安全経費が請負金額に含まれるようにすること・下請関係を適正化すること・建設業者が自主的な安全性の点検、分析、評価などに取り組むことを促進することなどについて定める建設工事従事者の安全及び健康の確保の推進に関する法律が成立[90][91]。
  - 国土交通大臣が無電柱化推進計画を策定すること・国と地方公共団体が無電柱化が特に必要な道路の占有の禁止や制限などの措置を講ずること・関係事業者が道路整備事業などを実施する際、電柱と電線の新設を抑制するとともに可能な場合は既存の電柱と電線を撤去すること・無電柱化を推進するため調査研究、技術開発の推進と成果の普及を促進すること・11月10日を無電柱化の日とすることなどについて定める無電柱化の推進に関する法律が成立[92][93]。
  - 政府が自転車活用推進計画を策定すること・国土交通省に国土交通大臣を長とする自転車活用推進本部を設置すること・重点的に検討・実施されるべき施策として自転車専用道路などの整備、利用者への交通安全の教育と啓発、自転車活用による健康の保持増進、自転車と公共交通機関との連携の促進、災害時の自転車の有効活用体制の整備などを定めること・5月5日を自転車の日とし5月を自転車月間とすることなどについて定める自転車活用推進法が成立[94][95][96]。
  - 旅客自動車運送事業者（バス事業者、タクシー事業者など）と貨物自動車運送事業者（トラック事業者など）が運転手が疾病により安全な運転ができないおそれがある状態でバス、トラックなどの事業用自動車を運転することを防止するため医学的知見に基づく措置を講ずること・政府が貸切バスの運行の安全確保を実効的に行うための方策について検討し、その結果に基づいて必要な措置を講ずることについて定める改正道路運送法・貨物自動車運送事業法が成立[97]。
  - 「現在もなお部落差別が存在する」（1条）とし、基本理念および国と地方公共団体の責務を定めること・国が相談体制の充実や教育と啓発を行い、地方公共団体が地方の実情に応じてこれらの施策を行うよう努めること・国が地方公共団体の協力を得て部落差別の実態調査を行うことについて定める部落差別の解消の推進に関する法律が成立[98][99]。
  - 参議院のTPP特別委員会で、環太平洋パートナーシップ協定の承認を求める議案と関連法案が承認・可決すべきものと議決された。その後、緊急上程された参議院本会議で、与党の自由民主党・公明党と日本維新の会・日本のこころを大切にする党などの賛成多数で承認・可決された[100][101]。
  - 日本やアメリカなどの12か国が参加し、世界の国内総生産の約4割を占める経済圏を形成するための自由貿易協定である環太平洋パートナーシップ協定が承認された。また、同協定を実施するため、関税暫定措置法・著作権法・特許法・商標法・医薬品医療機器等法・独占禁止法・畜産物価格安定法などの関係法律を改正することについて定める環太平洋パートナーシップ協定の締結に伴う関係法律の整備に関する法律（関連法）が成立した[100][102]。
- 12月13日
  - 参議院の厚生労働委員会で、年金制度改革法案が与党の自由民主党・公明党と日本維新の会の賛成多数で可決すべきものと議決された。野党の民進党は、新しい方法に基づいた試算を公表すること・低年金受給者対策へ取り組むことなどにを求める附帯決議を付することで採決に応じ、法案には反対し附帯決議には賛成した[103]。
  - 参議院の内閣委員会で、特定複合観光施設区域の整備の推進に関する法律案（統合型リゾート整備推進法案・カジノ解禁法案）が与党の自由民主党と日本維新の会の賛成多数で修正すべきものと議決された。自由民主党がギャンブル依存症の防止について明示すること・5年以内に見直すことについて定める修正案を提出したため、委員長職を占める民進党が採決に応じた。与党の公明党は自主投票とし、1人が賛成・1人が反対と賛否が分かれ、野党の民進党・共産党・自由党は反対した[104]。
- 12月14日
  - 参議院本会議で、特定複合観光施設区域の整備の推進に関する法律案（統合型リゾート整備推進法案・カジノ解禁法案）の成立を阻止するため民進党が提出した、伊達忠一参議院議長に対する議長不信任決議案が賛成少数で否決された[105]。
  - 参議院本会議で、年金制度改革法案が与党の自由民主党・公明党と日本維新の会の賛成多数で可決された[106]。
  - 将来世代の給付水準を維持するため、賃金変動が物価変動を下回る場合に賃金変動に合わせて年金支給額を抑制するとともに、支給額を毎年約1％ずつ引き下げるマクロ経済スライドでデフレなどのため引き下げなかった分を翌年以降に繰り越すこと・従業員500人以下の企業のパートなどの短時間労働者が労使の合意に基づき厚生年金への加入を可能とすること・国民年金加入者の産前産後の保険料を免除すること・年金積立金管理運用独立行政法人に合議制の経営委員会を設置することなどについて定める年金制度改革法が成立した[107][108]。
  - 参議院本会議で、特定複合観光施設区域の整備の推進に関する法律案（統合型リゾート整備推進法案・カジノ解禁法案）が与党の自由民主党と日本維新の会などの賛成多数で修正された。与党の公明党は自主投票とし、18人が賛成・山口那津男代表ら7人が反対と賛否が分かれ、野党の民進党・共産党・自由党・社会民主党は反対した[109][110]。
  - 参議院で、閉会中審査の手続がとられた。
  - 参議院で、中村剛事務総長の辞任を許可し、郷原悟事務次長が事務総長に指名された。
  - 衆議院本会議で、自由民主党が特定複合観光施設区域の整備の推進に関する法律案（IR整備推進法案・カジノ解禁法案）の成立に万全を期すためとして申し入れていた、会期を12月15日から12月17日まで3日間延長することが与党の自由民主党・公明党と日本維新の会などの賛成多数で議決された。会期が再び延長されるのは、2007年（平成19年）の第168回国会以来、9年ぶりのことであった[7][8]。
- 12月15日
  - 衆議院本会議で、民進党・共産党・社会民主党・自由党の野党4党が特定複合観光施設区域の整備の推進に関する法律案（統合型リゾート整備推進法案・カジノ解禁法案）の成立を阻止するため、強引な国会運営などを理由として提出した、安倍内閣不信任決議案が賛成少数で否決された[110][7]。
  - 衆議院本会議で、特定複合観光施設区域の整備の推進に関する法律案（統合型リゾート整備推進法案・カジノ解禁法案）の修正が与党の自由民主党と日本維新の会の賛成多数で同意された。与党の公明党は自主投票とし、野党の民進党・共産党・自由党・社会民主党は反対した[110][111]。
  - カジノを含む統合型リゾートの整備を推進するため、国に対し1年以内を目途として法制上の措置を講ずることを求め、その方向性や基本となる事項として国際競争力の強化・地域経済の振興・カジノの規制などを定めるとともに、内閣総理大臣を長とする推進本部と学識経験者からなる推進会議の設置や組織などについて定める特定複合観光施設区域の整備の推進に関する法律（統合型リゾート整備推進法・カジノ解禁法）が成立[110][111]。
  - 衆議院で、閉会中審査の手続がとられた。
- 12月17日 - 会期末[112]。

## 常任委員長
| 常任委員会         | 委員長     | 政党名     |
| ------------------ | ---------- | ---------- |
| 内閣委員会         | 秋元司     | 自由民主党 |
| 総務委員会         | 竹内譲     | 公明党     |
| 法務委員会         | 鈴木淳司   | 自由民主党 |
| 外務委員会         | 三ツ矢憲生 | 自由民主党 |
| 財務金融委員会     | 御法川信英 | 自由民主党 |
| 文部科学委員会     | 永岡桂子   | 自由民主党 |
| 厚生労働委員会     | 丹羽秀樹   | 自由民主党 |
| 農林水産委員会     | 北村茂男   | 自由民主党 |
| 経済産業委員会     | 浮島智子   | 公明党     |
| 国土交通委員会     | 西銘恒三郎 | 自由民主党 |
| 環境委員会         | 平将明     | 自由民主党 |
| 安全保障委員会     | 山口壯     | 自由民主党 |
| 国家基本政策委員会 | 棚橋泰文   | 自由民主党 |
| 予算委員会         | 浜田靖一   | 自由民主党 |
| 決算行政監視委員会 | 玄葉光一郎 | 民進党     |
| 議院運営委員会     | 佐藤勉     | 自由民主党 |
| 懲罰委員会         | 大島敦     | 民進党     |

| 常任委員会         | 委員長   | 政党名     |
| ------------------ | -------- | ---------- |
| 内閣委員会         | 難波奨二 | 民進党     |
| 総務委員会         | 横山信一 | 公明党     |
| 法務委員会         | 秋野公造 | 公明党     |
| 外交防衛委員会     | 宇都隆史 | 自由民主党 |
| 財政金融委員会     | 藤川政人 | 自由民主党 |
| 文教科学委員会     | 赤池誠章 | 自由民主党 |
| 厚生労働委員会     | 羽生田俊 | 自由民主党 |
| 農林水産委員会     | 渡辺猛之 | 自由民主党 |
| 経済産業委員会     | 小林正夫 | 民進党     |
| 国土交通委員会     | 増子輝彦 | 民進党     |
| 環境委員会         | 森まさこ | 自由民主党 |
| 国家基本政策委員会 | 柳田稔   | 民進党     |
| 予算委員会         | 山本一太 | 自由民主党 |
| 決算委員会         | 岡田広   | 自由民主党 |
| 行政監視委員会     | 佐藤信秋 | 自由民主党 |
| 議院運営委員会     | 山本順三 | 自由民主党 |
| 懲罰委員会         | 溝手顕正 | 自由民主党 |

## 特別委員会・審査会・調査会
| 特別委員会・審査会等                               | 委員長・会長 | 政党名     |
| -------------------------------------------------- | ------------ | ---------- |
| 災害対策特別委員会                                 | 秋葉賢也     | 自由民主党 |
| 政治倫理の確立及び公職選挙法改正に関する特別委員会 | 竹本直一     | 自由民主党 |
| 沖縄及び北方問題に関する特別委員会                 | 鈴木克昌     | 民進党     |
| 北朝鮮による拉致問題等に関する特別委員会           | 城内実       | 自由民主党 |
| 消費者問題に関する特別委員会                       | 原田義昭     | 自由民主党 |
| 科学技術・イノベーション推進特別委員会             | 松野頼久     | 民進党     |
| 東日本大震災復興特別委員会                         | 吉野正芳     | 自由民主党 |
| 原子力問題調査特別委員会                           | 三原朝彦     | 自由民主党 |
| 地方創生に関する特別委員会                         | 木村太郎     | 自由民主党 |
| 環太平洋パートナーシップ協定等に関する特別委員会   | 塩谷立       | 自由民主党 |
| 憲法審査会                                         | 森英介       | 自由民主党 |
| 情報監視審査会                                     | 額賀福志郎   | 自由民主党 |
| 政治倫理審査会                                     | 逢沢一郎     | 自由民主党 |

| 特別委員会・審査会・調査会等                     | 委員長・会長 | 政党名     |
| ------------------------------------------------ | ------------ | ---------- |
| 災害対策特別委員会                               | 若松謙維     | 公明党     |
| 沖縄及び北方問題に関する特別委員会               | 藤井基之     | 自由民主党 |
| 政治倫理の確立及び選挙制度に関する特別委員会     | 有田芳生     | 民進党     |
| 北朝鮮による拉致問題等に関する特別委員会         | 山谷えり子   | 自由民主党 |
| 政府開発援助等に関する特別委員会                 | 野村哲郎     | 自由民主党 |
| 消費者問題に関する特別委員会                     | 石井みどり   | 自由民主党 |
| 東日本大震災復興特別委員会                       | 櫻井充       | 民進党     |
| 環太平洋パートナーシップ協定等に関する特別委員会 | 林芳正       | 自由民主党 |
| 国際経済・外交に関する調査会                     | 鴻池祥肇     | 自由民主党 |
| 国民生活・経済に関する調査会                     | 川田龍平     | 民進党     |
| 資源エネルギーに関する調査会                     | 金子原二郎   | 自由民主党 |
| 憲法審査会                                       | 柳本卓治     | 自由民主党 |
| 情報監視審査会                                   | 中曽根弘文   | 自由民主党 |
| 政治倫理審査会                                   | 吉田博美     | 自由民主党 |